# Live at Max's Kansas City
Albums de The Velvet Underground
Loaded
(1970) Squeeze
(1973)
Live at Max's Kansas City est le premier album live du Velvet Underground.
Quand le groupe signe un contrat pour deux nouveaux albums, en 1969, avec Atlantic Records, personne ne se doute que Lou Reed, bientôt suivi du guitariste Sterling Morrison, le quitteront après seulement un disque. Le bassiste Doug Yule prend alors leur place, et, avec Moe Tucker (seule rescapée des débuts), réfléchit à un nouvel album.
Seulement, Atlantic Records ne croit pas en eux, et décide, afin d'honorer le contrat, de sortir un album live du groupe enregistré avant le départ de Lou Reed. Ce sera Live at Max's Kansas City capté en 1970, dans la mythique salle new-yorkaise du Max's Kansas City.
La mauvaise qualité du son s'explique par le fait qu'à l'époque, le concert avait été enregistré depuis le public sur un simple magnétophone par Brigid Polk (en), l'égérie d'Andy Warhol. Celle-ci ne pensait pas que les bandes seraient commercialisées un jour.
L'intégralité des deux concerts captés ce soir-là ont été publiés en 2004 à l'occasion d'une « Deluxe Edition ».

## Titres
Tous les titres ont été écrits par Lou Reed, sauf Sunday Morning (Lou Reed et John Cale).

### Album original

#### Face A
1. I'm Waiting for the Man
2. Sweet Jane
3. Lonesome Cowboy Bill
4. Beginning to See the Light

#### Face B
1. I'll Be Your Mirror
2. Pale Blue Eyes
3. Sunday Morning
4. New Age
5. Femme Fatale
6. After Hours

### Deluxe edition

#### Disque 1
1. I'm Waiting for the Man
2. White Light/White Heat
3. I'm Set Free
4. Sweet Jane
5. Lonesome Cowboy Bill
6. New Age
7. Beginning to See the Light

#### Disque 2
1. Who Loves the Sun (partielle)
2. Sweet Jane
3. I'll Be Your Mirror
4. Pale Blue Eyes
5. Candy Says
6. Sunday Morning
7. After Hours
8. Femme Fatale
9. Some Kinda Love
10. Lonesome Cowboy Bill

## Composition du groupe
- Lou Reed – voix, guitare
- Sterling Morrison – guitare
- Doug Yule – basse, voix, chœurs
- Billy Yule – batterie